# IC 1407
IC 1407 ist eine kompakte Galaxie vom Hubble-Typ C im Sternbild Pegasus am Nordsternhimmel. Sie ist schätzungsweise 394 Millionen Lichtjahre von der Milchstraße entfernt.
Das Objekt wurde am 4. August 1892 von Stéphane Javelle entdeckt.